# Контрнаступление Украины (2023)
Контрнаступление Украины (2023) — активные наступательные действия Вооружённых сил Украины (ВСУ), начатые 4—5 июня 2023 года и завершившиеся в ноябре 2023 года в рамках вторжения России на Украину (с февраля 2022 года). Наступление, на которое Украиной и её союзниками возлагались большие надежды, но не было поддержано поставками достаточного количества техники и вооружений, закономерно не достигло поставленных задач. Значительных прорывов вглубь контролируемых Россией территорий не произошло: при примерно равных потерях с ВС РФ в людях и технике, украинские войска добились лишь ограниченных территориальных приобретений, вернув контроль над 14 сельскими населёнными пунктами. После тяжёлых боёв наступила ситуация военного равновесия.

## Предыстория
В ходе полномасштабного вторжения России на Украину, начавшегося 24 февраля 2022 года, российским войскам удалось оккупировать юго-восточные регионы Украины, отрезав доступ Украины к Азовскому морю и установив сухопутный коридор в Крым, который был аннексирован Россией в 2014 году, что позволило создать вторую логистическую линию для российских войск в Крыму помимо Крымского моста.
К началу 2022 года украинские вооружённые силы столкнулись с рядом проблем. По официальным данным украинского Генштаба, потери ВСУ убитыми и пропавшими без вести за 2022 год составили около 30 тысяч человек, также имелось большое количество раненых. Значительная часть этих потерь приходилась на профессиональных военных, которые находились на передовой с февраля 2022 года. Также было потеряно много материальных средств, в результате территориальные силы обороны остались практически без техники. К лету 2022 года Украина исчерпала запасы основных боеприпасов и стала зависеть от их поставок со стороны других стран. Имелись проблемы с командным составом, особенно на уровне штабов бригад, связанные с тем, что численность армии значительно возросла, но количество опытных командиров пропорционально не увеличилось. Кроме того, обучение новых бригад осложнялось российскими воздушными ударами по учебным полигонам. Осенью 2022 года Россия провела мобилизацию, позволившую увеличить численность войск на фронте, что усложнило положение Украины.
С декабря 2022 по апрель 2023 года линия фронта не претерпевала существенных изменений. В течение весны российские войска были втянуты в бои за Бахмут, что, по оценке журнала The Economist по состоянию на апрель, привело к ослаблению российской армии вследствие понесённых потерь, исчисляющихся десятками тысяч человек.
При этом украинские войска также понесли под Бахмутом тяжёлые потери, причём если с российской стороны были задействованы главным образом подразделения ЧВК «Вагнер», включавшие большое количество бывших заключённых, то Украина израсходовала под Бахмутом часть своих лучших войск, включая очень опытных военнослужащих 24-й механизированной бригады и 80-й десантно-штурмовой бригады.

## Планирование контрнаступления
В ходе разработки плана контрнаступления Генштабом ВСУ были рассмотрены пять возможных мест нанесения удара. Первое предполагало удар в районе Бахмута, этот вариант давал максимальные возможности для манёвра, но не вёл к достижению такого результата, который мог бы кардинально изменить ситуацию в пользу Украины (окружение крупной группировки российских войск считалось маловероятным). Второй вариант предусматривал форсирование Днепра на Херсонском направлении, что позволяло обойти большую часть российских оборонительных линий, но было связано с проблемой организации снабжения через реку. Остальные три варианта предполагали удары на юг по направлению к Крыму и Азовскому морю. Направление одного из них проходило через Васильевку, параллельно руслу Днепра. Этот вариант позволял обойти наиболее мощные оборонительные позиции России, но при этом имел ряд недостатков — украинским войскам пришлось бы в самом начале наступления форсировать две реки, их группировка наступала бы на узком фронте с риском быть прижатой к Днепру, и кроме того, в зону активных боевых действий в этом случае попадала Запорожская АЭС. Другие варианты предусматривали атаки со стороны Великой Новосёлки на Бердянск и со стороны Орехова на Токмак и далее на Мелитополь. Плотность российской обороны на этих направлениях была сопоставимой, но в первом случае украинским войскам пришлось бы пройти большее расстояние. Исходя из этого, Орехово-Токмакское направление было выбрано как основное.
В начале 2023 года на базе армии США в Висбадене военные Украины, США и Великобритании провели восемь крупных настольных военных игр, моделирующих план контрнаступательной операции. На некоторых из них присутствовали высшие военные руководители, в частности Марк Милли, председатель Объединённого комитета начальников штабов США, и Александр Сырский, командующий сухопутными войсками Украины. Каждая из этих игр продолжалась несколько дней, их результаты были использованы при разработке плана контрнаступления. Результаты моделирования показали, что украинские войска, при самом благоприятном ходе операции, могут достигнуть Азовского моря за 60—90 дней. При этом потери в людях и технике могли достичь 30—40 %. В то же время, разведывательное сообщество США придерживалось более консервативных оценок, оценивая шансы на успех контрнаступления в 50 %.
При разработке плана контрнаступления американские военные настаивали на нанесении основными силами одного мощного удара в направлении на Мелитополь, что соответствовало западной военной доктрине. Американские военные были уверены, что фронтальная атака механизированными подразделениями, проводимая украинскими военными на одном направлении с имеющимися у них силами и средствами, приведёт к решающему прорыву. В то же время, украинские военные предлагали нанести удары по трём направлениям — на Мелитополь, Бердянск, а также в районе Бахмута. Американским военным пришлось уступить, и в результате в районе Бахмута было сосредоточено больше украинских сил (включая наиболее опытные подразделения), чем на южном направлении.
Изначально министерство обороны США настаивало на начале контрнаступления в середине апреля для того, чтобы помешать российским войскам ещё сильнее укреплять свои позиции. Украинские военные указывали, что им требуется больше времени на подготовку, в результате дата начала контрнаступления неоднократно откладывалась, что позволило российским войскам усилить свои оборонительные позиции.

## Подготовка

### Украина
По сведениям газеты The Washington Post, подготовка к контрнаступлению была начата осенью 2022 года, когда главнокомандующий ВСУ Валерий Залужный сообщил министру обороны США Ллойду Остину, что для нового контрнаступления Украине необходимы 1000 единиц бронетехники и 9 новых бригад, подготовленных по западным стандартам.
В начале 2023 года власти США передали Украине значительный объём вооружений и военной техники, а также оказали сильное давление на союзников, чтобы побудить их предоставить Украине необходимую технику. Общая стоимость поставленных вооружений и военной техники составила несколько миллиардов долларов США. В частности, США передали боевые машины пехоты M2 «Брэдли», Великобритания — танки Челленджер 2, ряд европейских стран и Канада — танки Леопард-2. Американским властям также удалось убедить власти Южной Кореи, обладающей большими запасами 155-мм снарядов, организовать их поставки на Украину, в результате Южная Корея поставила Украине больше снарядов, чем все европейские страны, вместе взятые. В результате, к апрелю 2023 года ВСУ получили более чем 1550 бронемашин, 230 танков, различное оборудование и большой объём боеприпасов.
В то же время, на момент начала контрнаступления США по политическим соображениям не поставляли Украине кассетные снаряды, хотя такое предложение рассматривалось. Также на тот момент не было принято решения о поставке истребителей F-16 и ракет ATACMS.
Для участия в контрнаступлении западные союзники Украины помогли подготовить 9 новых бригад общей численностью 36000 человек. Подготовка новых бригад ВСУ велась за пределами Украины, в частности, на военных базах в Германии. Бригады обучались основам манёвренной войны по стандартам НАТО. В документах разведки США, обнародованных в ходе утечки в Discord, фигурируют 47-я, 33-я, 21-я, 32-я, 37-я, 118-я, 117-я и 82-я бригады. Номер ещё одной разобрать не получилось. В документе также говорится о том, что ВСУ смогли самостоятельно подготовить ещё три бригады. Украинское интернет-издание «Украинская правда» сообщило, что для проведения контрнаступления в Национальной гвардии Украины были сформированы как минимум 16 бригад численностью до 50 тысяч человек.
Личный состав новых бригад (за исключением офицеров) был укомплектован главным образом призывниками. В частности, около 70 % солдат 47-й бригады, подготовленной в Германии, оснащённой западной техникой и находившейся на острие наступления в районе Работино, не имели никакого боевого опыта.
Газета Financial Times сообщила, что по состоянию на конец мая 2023 года Украина проводила подготовительные военные операции для контрнаступления, к которым издание отнесло удары беспилотников по Москве, ракетные удары по российскому тылу и бои в Белгородской области.

### Россия
С декабря 2022 года из-за успешного контрнаступления Украины в Харьковской области Россия начала возводить вдоль всей линии фронта системы оборонительных сооружений, состоящие из противотанковых заграждений, минных полей и траншей; длина некоторых сооружений составляет сотни километров. Наибольшая концентрация сооружений — на востоке Украины, на юго-востоке Запорожской области, а также в районе границы с Крымом. Британская разведка оценила оборонные линии как «одни из самых масштабных, каких не было в мире за многие десятилетия». По мнению военного аналитика Роба Ли, возведение обороны связано с признанием российским руководством способности украинской армии вести наступательные операции и желанием предотвратить разгром на поле боя. На южном направлении, где наступление было наиболее ожидаемым, сформировано не менее трёх оборонительных рубежей. Первый из рубежей, вблизи линии Каменское — Работино — Пологи — Старомлыновка — Волноваха, наиболее насыщен минными полями и рассчитан на максимальное задержание противника относительно небольшими силами. Основная часть сил сосредоточена на второй линии обороны, а третья линия является резервной.
Сотрудник Центра исследований в сфере безопасности Швейцарской высшей технической школы Цюриха Никлас Мазур считает, что оборонительные сооружения России позволяют сделать будущие бои более предсказуемыми для обеих сторон. По мнению эксперта, хоть украинская армия и будет знать о российских позициях заранее, предсказуемость не идёт на пользу ВСУ, так как украинские войска лучше действуют в условиях импровизации. Кроме этого, Мазур считает, что задачей сооружений на тактическом и оперативном уровнях является не сдерживание ВСУ на всей линии фронта, а увеличение цены продвижения по оккупированным территориям.

## Цели
Основной целью контрнаступления являлся глубокий прорыв российских оборонительных позиций на южном направлении с последующим взятием Мелитополя и выходом украинских войск к Азовскому морю. Согласно первоначальным планам, в первый же день контрнаступления украинские войска должны были выйти к Работино и Вербовому, на четвёртый день преодолеть первую линию российской обороны, включающую противотанковые укрепления, и выйти к окраинам Новопрокоповки.
На завершающей стадии контрнаступления, в сентябре 2023 года, командующий группировкой украинских войск «Таврия», генерал ВСУ Александр Тарнавский в качестве минимальной цели операции назвал взятие города Токмак.
Украина возлагала на контрнаступление большие надежды. В феврале 2023 года президент Украины Владимир Зеленский заявил, что 2023 год станет для Украины «годом победы», а глава украинской военной разведки Кирилл Буданов в январе 2023 года отметил, что украинские военные должны сделать всё для того, чтобы вернуть Крым к лету 2023 года. Украинские официальные лица заявляли, что контрнаступление должно вызвать повсеместный крах российской армии.

## Силы сторон

### Украина
- 3-я отдельная штурмовая бригада[32];
- 5-я отдельная штурмовая бригада[33];
- 31-я отдельная механизированная бригада[34];
- 33-я отдельная механизированная бригада[35];
- 47-я отдельная механизированная бригада[35] (до конца октября 2023)[36];
- 35-я отдельная бригада морской пехоты[37][38];
- 36-я отдельная бригада морской пехоты[39];
- 37-я отдельная бригада морской пехоты[40];
- 38-я отдельная бригада морской пехоты[англ.][39];
- 46-я отдельная десантно-штурмовая бригада[39];
- 80-я отдельная десантно-штурмовая бригада[33];
- 82-я отдельная десантно-штурмовая бригада[39];
- 128-я отдельная горно-штурмовая бригада[41];
- объединённая штурмовая бригада национальной полиции «Лють»[33];
- отдельный батальон «Арей»[укр.][42].

### Россия
- 5-я общевойсковая армия[43];
- 58-я общевойсковая армия[43];
- 7-я гвардейская десантно-штурмовая дивизия[44];
- 76-я гвардейская десантно-штурмовая дивизия[45];
- 72-я отдельная мотострелковая бригада[32];
- 155-я отдельная гвардейская бригада морской пехоты[43];
- 29-я отдельная бригада радиационной, химической и биологической защиты[46];
- Добровольческая ударная бригада «Царские волки»[46];
- БАРС-3 «Родина»[46].

## Ход наступления
Контрнаступление началось 4—5 июня 2023 года. Первый этап контрнаступления, заключавшийся в широком использовании бронетехники, не привёл к прорыву российской обороны, при этом украинские войска понесли большие потери. На четвёртый день после начала контрнаступательной операции командование ВСУ осознало, что изначальный план контрнаступления не может быть реализован, и приказало временно приостановить атаки. По состоянию на 23 июня украинские войска не достигли первой линии российской обороны: наибольшее продвижение, составившее около 6—7 километров, покрыло лишь половину расстояния к основным российским оборонительным позициям. ВСУ добились лишь некоторых локальных успехов: согласно информации ISW, за пять недель контрнаступления Украина смогла отбить около 250 км2, что оказалось намного меньше ожиданий Запада и Украины. Наступление затруднялось обилием минных полей, плотность которых составляла до 45 тысяч мин на квадратный километр. На этом этапе кампании брошены в бой относительно небольшие силы ВСУ на широком участке фронта, чтобы растянуть российскую оборону и вклиниться в неё, создавая небольшие выступы на линии фронта. Российской армии для сдерживания противника на первой линии обороны нередко приходилось вводить в бой резервы со второй, основной, линии и с других направлений.
Согласно утверждению польского военного аналитика Конрада Мушинского, по состоянию на 15 июня в боях были задействованы роты и батальонные тактические группы трёх бригад из 12 новообразованных, 9 из которых были подготовлены в западных странах. По состоянию на конец июня 2023 года украинские войска вели наступательные операции на следующих направлениях: Бахмутском, Великоновосёлковском, Ореховском, Запорожском и Херсонском. Основные бои велись на южном направлении — в Запорожской и юго-западной части Донецкой области. В районе Бахмута ВСУ ведут тяжёлые бои; по оценке интернет-издания Meduza, российским войскам в июне удалось сменить на позициях наёмников ЧВК «Вагнер» ценой небольших территориальных и больших человеческих потерь. На Херсонском направлении действия ВСУ ограничились высадкой десанта в районе Антоновского моста. ВС РФ в то же время создавали встречные угрозы, продолжая атаковать на Купянском и Лиманском направлениях, а также вблизи городов Авдеевка и Марьинка.
После некоторого периода затишья, в ходе которого украинские войска были заняты разведкой российской обороны с целью выявления брешей для дальнейших прорывов, 26 июля украинские войска начали следующий этап и возобновили наступательные действия. На втором этапе ВСУ сменили тактику на изматывание российской обороны артиллерийскими ударами и контрбатарейную оборону; часть экспертов называет эту тактику «формированием поля боя», цель которой — создание наиболее выгодных условий для ведения наступательных действий для прорыва обороны противника. Наступательные действия велись небольшими группами солдат. Такая тактика позволяла снизить потери, но сильно замедляла продвижение украинских войск. В конце августа ВСУ удалось пройти сквозь первую линию обороны в районе села Вербовое, после чего наступление остановилось — продвинуться далее украинские силы не смогли.
10 октября российская армия начала наступление на Авдеевку. Для его отражения ВСУ начало постепенный демонтаж ударных группировок, в частности в конце октября 47-я бригада была переброшена с Ореховского направления под Авдеевку. К середине-концу ноября 2023 года украинское контрнаступление завершилось. В ноябре-декабре 2023 года инициатива перешла к российским войскам, которые стали проводить наступательные операции на большинстве участков фронта. Украинские войска перешли к обороне.

### Бахмутское направление
11 мая 2023 года — до начала контрнаступления — Украина начала атаковать фланги Бахмута в Донецкой области. Украинские войска наступают на двух участках — севернее Бахмута, в районе Берховки и Ягодного, и южнее Бахмута, в районе Клещиевки и Курдюмовки. Фланговые атаки в конечном счёте имеют целью создать угрозу окружения города. К концу июня темп продвижения редко превышал сотню метров в день на южном участке и практически остановился на северном, в районе Берховского водохранилища. По состоянию на 5 июля украинские войска продвинулись на севере и юге от Бахмута на расстояние до одного километра. Вооружённым силам РФ путём переброски резервов удалось сменить отошедшую в тыл ЧВК «Вагнер» и стабилизировать фронт.
15 сентября 3-я ошбр заняла Андреевку. 17 сентября 5-я ошбр, 80-я одшбр и ошбрнп «Лють» освободили Клещиевку, после чего вплоть до окончания контрнаступления позиции сторон у Бахмута существенно не изменялись.

### Великоновосёлковское (южнодонецкое, бердянское) направление
В районе расположенного в Донецкой области посёлка Великая Новосёлка к началу наступления находился так называемый Времевский выступ — позиции российских войск, вдающиеся в сторону контролируемой ВСУ территории.
Согласно утверждениям российских источников, 5 июня украинские войска, форсировав реку Шайтанка, выбили российские войска из посёлка Новодонецкого Великоновосёловского района, но Россия восстановила контроль над населённым пунктом 6 июня. В ходе штурма Новодонецкого 37-я бригада морской пехоты ВСУ бросила два повреждённых тяжёлых бронеавтомобиля AMX-10RC.
К 12 июня украинским войскам удалось ликвидировать Времевский выступ, вернув контроль над сёлами Сторожевое, Нескучное, Благодатное и Макаровка, после чего линия фронта стала проходить вдоль сёл Урожайное и Старомайорское. В западной части направления 12 июня было освобождено село Новодаровка, а 25 июня 31-я отдельная механизированная бригада освободила село Ровнополь. 27 июля 35-я бригада морской пехоты и отдельный батальон «Арей» заняли Старомайорское. 13—14 августа 35-я бригада освободила Урожайное.
На данном направлении ВСУ задействовало самые крупные силы — помимо 37-й бригады морской пехоты, в боях участвовали 35-я бригада морской пехоты и 65-я механизированная бригады, а также новая 31-я механизированная бригада. По состоянию на конец июня 2023 года украинские войска не достигли главной линии обороны, расположенной в районе Старомлыновки. К середине августа все 4 бригады морской пехоты Украины (35-я, 36-я, 37-я и 38-я) были задействованы на направлении.

### Мелитопольское (токмакское) направление
8 июня боевая группа из 33-й и 47-й бригад ВСУ предприняла провальную попытку достичь села Работино через плотное минное поле в районе села Малая Токмачка, находясь под огнём российских боевых вертолётов Ка-52. Противоминные тралы 4 бронированных машин разминирования (3 Leopard 2R и 1 Wisent 1) пропустили мины, что привело к потере всей группы разминирования. В результате украинским военным пришлось отступить, потеряв в ходе операции, помимо техники для разминирования, не менее 17 бронемашин пехоты «Брэдли» и 4 танков «Леопард-2». К концу июня украинские войска продвинулись к Работину на несколько километров, потеряв в ходе боёв, согласно информации интернет-издания Meduza, не менее 6 единиц «Леопард-2» и 24 единиц «Брэдли». Позднее украинские военные установили стабильный контроль над полем боя под Малой Токмачкой и смогли эвакуировать большую часть потерянных машин, некоторые из них, по мнению украинских военных, подлежат ремонту.
В середине августа к механизированным бригадам ВСУ на направлении присоединились 82-я (сформированная в начале 2023 года и вооружённая танками Челленджер 2, БМП Мардер, БТР Stryker и гаубицами M119) и 46-я десантно-штурмовые бригады. 23 августа 47-я и 82-я бригады освободили Работино. 25 августа ВСУ продвинулись на 1,5 километра в районе Новопрокоповки, а Председатель Объединённого комитета начальников штабов США генерал Марк Милли заявил, что украинские войска «атакуют основной комплекс российских оборонительных укреплений». По заявлениям командиров ВСУ, 26 августа украинская армия уже преодолела основную линию обороны в районе Новопрокоповки, однако конкретного представления о ситуации по состоянию на 4 сентября не было из-за отсутствия подробностей в заявлениях украинских официальных лиц. Продвижение ВСУ на данном направлении вынудило командование ВС РФ 25—26 августа перебросить 76-ю десантно-штурмовую дивизию ВДВ, в начале 2023 года участвовавшую в штурмах города Кременная и, по оценке аналитика Института исследований внешней политики в Филадельфии Роба Ли, являющуюся «возможно, лучшей российской дивизией и относительно свежей».
В начале сентября российские источники описывали позиции, которые к тому времени преодолели ВСУ, как «передовую линию», а те, к которым они в тот момент приближались, как первую главную линию обороны, в то время как украинские источники называли позиции, к которой приближались ВСУ, «второй линией». Согласно сводке ISW от 4 сентября, материалы геолокации указывали на то, что лёгкая пехота Украины преодолела полосу препятствий к западу от Вербового, состоявшую из противотанковых рвов и «зубов дракона», но поскольку украинской тяжёлой техники в этом районе не наблюдалось, институт не был готов подтвердить прорыв российских оборонительных рубежей.
По сообщению издания Meduza, к 10 сентября 2023 года контрнаступление ВСУ в направлении Токмака замедлилось после переброски туда Россией двух дивизий ВДВ. Украинское командование не направило соединения ВСУ с других направлений на данный участок фронта.
20 сентября тяжёлая техника ВСУ (несколько БМП Мардер и БТР Stryker, принадлежащие 82-й одшбр) была замечена в 1,5 км к западу от села Вербовое, за первой из двух (второй из трёх, если считать по классификации украинских источников) «линией Суровикина», что означает, что ВСУ удалось прорвать эту линию и закрепиться за ней.
29 октября, по сообщениям телеграм-канала «Сердитая Чувашия» и издания «Idel.Реалии», 1-й батальон 1251-го мотострелкового полка РФ (батальон Атал), укомплектованный мобилизованными из Чувашии, был обстрелян HIMARS. Приводятся разные оценки погибших: от 19 до 47 человек. Батальон находился у Ильченково к югу от Новопрокоповки в направлении на Токмак.

### Другие регионы
К югу от Запорожья 128-я горно-штурмовая бригада ВСУ смогла взять под контроль два села: Лобковое — не позднее 12 июня, и прилегающие к нему Пятихатки — 18 июня. К концу июня продвижение украинских войск на этом направлении остановилось, поскольку в данном районе 128-я бригада в одиночку занимает широкий сектор фронта, обе стороны предпринимают атаки на позиции друг друга и несут потери.
3 ноября 2023 года российские войска нанесли удар ракетой «Искандер-М» по военнослужащим украинской 128-й отдельной горно-штурмовой Закарпатской бригады, построившимся для участия в церемонии награждения в п. Заречное Запорожской области. В результате удара, по разным данным, погибло от 19 до 28 человек.
Ещё весной 2023 года ВСУ высадило небольшой десант на левый берег Днепра в районе разрушенного при осеннем отступлении ВС РФ из Херсона Антоновского моста. Местность в этом районе представляет собой заболоченный остров, образованный основным руслом Днепра и протокой Конкой. После разрушения Каховской ГЭС 6 июня украинские войска эвакуировались с левого берега, но затем вновь высадили десант с катеров под прикрытием артиллерии. По оценкам российской стороны, численность десанта составляет около 100 человек, их основные позиции находятся под конструкциями моста, защищающими десантников от ударов артиллерии и авиации. Интернет-издание Медуза предположило, что основной задачей десанта могло быть сковывание российских войск, поскольку развитие наступления с этих позиций затруднено из-за условий местности и логистических проблем.
22 июня украинская армия нанесла ракетные удары по мостам, соединяющим Крым с материком, по которым шло снабжение запорожской группировки российских войск.
По сообщению издания Meduza от 10 сентября, ВСУ продолжили наступление под Авдеевкой и Угледаром, где до этого наблюдалось затишье.
19 октября подразделения 38-й обрмп высадились на левом берегу Днепра и заняли центральную часть села Крынки. Ранее ССО неоднократно проводили рейды на левый берег (во время одного из таких рейдов был захвачен в плен командир 1822-го батальона майор Юрий Томов), однако это был первый случай, когда задействованные подразделения остались на левом берегу и продолжили удерживать контроль над местностью. Возможность закрепиться на левом берегу появилась у ВСУ вследствие переброски значительного числа войск со всех фронтов на восток для штурма Авдеевки.
1 ноября, по сообщениям российских источников, ракетами был атакован штаб российской группировки войск «Днепр» в селе Стрелковое Херсонской области, из-за чего несколько российских военных погибли и получили ранения.
По информации украинского военного аналитика Романа Свитана, в Херсонской области на левом берегу Днепра есть три или четыре места, в которых расположились украинские силы. ВСУ сообщали о том, что в операциях в этом районе участвовали морские пехотинцы. По словам украинских военнослужащих, через Днепр были переправлены несколько бронированных автомобилей «Хаммер» и одна БМП. Ближайшей целью является перерезание автодороги Т2206 между городами Алёшки и Новая Каховка. По информации российских военных блогеров, к 13 ноября 2023 года ожесточённые боевые действия велись в районе деревни Крынки. По информации военного аналитика Франца-Стефана Гади, сложная местность затрудняет стабильное снабжение украинских войск и проведение устойчивых наступательных операций. В течение трёх месяцев в ходе контратак на плацдарм в Крынках Россия потеряла как минимум 163 единицы техники, включая танки и грузовики. Украина потеряла 33 единицы техники, большей частью на правом берегу Днепра. Некоторая техника из числа подбитых с обеих сторон ещё, возможно, подлежит восстановлению.

## Потери
В ходе контрнаступления украинские войска понесли тяжёлые потери. Издание Al Jazeera характеризует их как «огромные», военный эксперт Самир Пури — как «ужасающие». Отмечается, что особенно большие потери понесли новые, подготовленные на Западе бригады.
По сообщениям военной разведки Великобритании, обе стороны несут тяжёлые потери, при этом потери России могут быть наивысшими со времени боёв за Бахмут в марте. К 10 ноября по подсчётам на основании открытых источников обе стороны понесли примерно одинаковые суммарные потери на токмакском и южнодонецком направлениях: подтверждённые фото или видео потери ВСУ составили 518 единиц техники, ВС РФ — 600 единиц техники.

### Россия
По состоянию на 12 октября 2023 года журналистам Русской службы Би-би-си известны имена по меньшей мере 3000 российских военных (среди них 1205 мобилизованных), которые погибли в ходе отражения контрнаступления ВСУ. На 10 ноября 2023 года журналисты установили имена 3755 российских военных, погибших при отражении украинского контрнаступления. С начала контрнаступления на 4 августа в российской армии погибли не менее 2 генералов, 10 полковников, 8 подполковников, 14 майоров, а на 29 сентября — не менее 234 офицеров, среди которых 2 генерала и 11 полковников. С июня по конец октября в российской армии погибло не менее 413 офицеров, среди которых 2 генерала и 44 военных в звании от подполковника и выше. Министр обороны Российской Федерации Сергей Шойгу заявил о гибели 71 и ранении 210 российских военных в ходе отражения украинского наступления за 4—6 июня 2023 года.
В середине июня 2023 года в ходе контрнаступления на юге Украины ракетным ударом был убит начальник штаба 35-й армии России генерал-майор Горячев Сергей Владимирович.
В июле 2023 года, по сообщению украинской стороны и российских военных блогеров, в результате удара по запасному командному пункту 58-й армии в Бердянске погиб заместитель командующего Южным военным округом генерал-лейтенант Олег Цоков. Среди погибших российских военных генерал является самым старшим по званию.
13 июня Путин заявил о 54 танках, которых лишилась российская армия. Эта цифра в несколько раз превышает данные, подтверждённые OSINT-исследователями. С 1 по 19 июня российская армия потеряла не менее 65 единиц техники. По подсчётам пользователя Twitter «naalsio26», исследующего потери техники в российской и украинской армиях, с 4 июня по 21 июля известно о потере российскими войсками на запорожском направлении не менее 225 единиц техники и вооружений, 42 из которых задокументированы в последнюю неделю указанного периода, а на 11 августа — не менее 313 единиц техники, 14 из которых потеряны в период с 4 по 11 августа. На 25 августа российская армия лишилась на запорожском направлении не менее 363 единиц техники (среди которой по меньшей мере 78 танков, 120 боевых бронированных машин, 12 зенитных ракетных комплексов), а на 8 сентября — не менее 403 единиц техники (среди которой по меньшей мере 84 танка). На 29 сентября известно о потере российской армией на запорожском направлении не менее 461 единицы техники (среди которой по меньшей мере 101 танк, 142 боевые бронированные машины, 87 единиц реактивной и ствольной артиллерии), а на 20 октября — не менее 540 единиц техники. На 3 ноября российская армия потеряла на запорожском направлении не менее 585 единиц техники, 28 из которых задокументированы в период с 27 октября по 3 ноября, а на 24 ноября — не менее 629 единиц техники.
По информации украинской стороны, в ходе боёв за Андреевку ВСУ нанесли тяжёлые потери 72-й омбр, которая её обороняла: потеряно четыре старших офицера, значительная часть личного состава, бригада практически полностью утратила боеспособность. Всего к середине сентября по итогам боёв за Клещиевку и Андреевку, как утверждают украинские военные, 3 российские бригады утратили боеспособность.

### Украина
На 18 июня известно о потере украинской армией 7 танков «Леопард-2» (5 2A6 и 2 2A4), 2 бронеавтомобилей AMX-10RC, 18 боевых машин пехоты Bradley. С 1 по 19 июня Вооружёнными силами Украины потеряно не менее 105 единиц техники, 43 из которых оставлены. Согласно подсчётам пользователя Twitter «naalsio26», исследующего потери техники в российской и украинской армиях, с 4 июня по 21 июля украинская армия лишилась на запорожском направлении не менее 210 единиц техники и вооружений, 15 из которых потеряла в последнюю неделю указанного периода, а на 11 августа — не менее 322 единиц техники, 12 из которых документированы в период с 4 по 11 августа. На 25 августа Вооружённые силы Украины потеряли на запорожском направлении не менее 367 единиц техники (среди которой по меньшей мере 60 танков, 136 боевых бронированных машин, 2 ЗРК), а на 8 сентября — не менее 394 единиц техники (среди которой по меньшей мере 68 танков). На 29 сентября украинской армией потеряно на запорожском направлении не менее 441 единицы техники (среди которой по меньшей мере 75 танков, 157 боевых бронированных машин, 26 артиллерийских систем), а на 20 октября — не менее 478 единиц техники. На 3 ноября Вооружённые силы Украины лишились на запорожском направлении не менее 507 единиц техники, 15 из которых потеряны в период с 27 октября по 3 ноября, а на 24 ноября — не менее 536 единиц техники.
По информации военной исследовательской группы Oryx, к середине июля 34 американские боевые машины Bradley были брошены, повреждены или уничтожены — это составляет почти треть от состоявшихся поставок этих БМП на Украину. Источники The New York Times сообщили, что за первые две недели из посылаемого в бои вооружения было уничтожено или повреждено до 20 %, включая танки и бронетранспортёры. В последующих боях украинской стороне удалось снизить потери своей техники до 10 %.
Эксперты отмечают, что в ходе контрнаступления ВСУ более успешны в контрбатарейной борьбе, чем российская армия, которая теряет необычно много РСЗО. Необычно высокие потери российских РСЗО объясняются тем, что они выдвигаются близко к линии фронта. За 2 месяца контрнаступления только визуально подтверждённые потери российской артиллерии на запорожском направлении, подсчитанные проектом Oryx, составили 17 буксируемых гаубиц, 40 САУ и 34 РСЗО, визуально подтверждённые потери ВСУ за это время составили 12 буксируемых гаубиц, 16 САУ и 1 РСЗО.
82-я бригада ВСУ, участвующая в контрнаступлении с августа, потеряла за неделю боёв две инженерные машины разминирования M1132 ESV на базе БТР Stryker.
К концу августа за 13 недель контрнаступления ВСУ безвозвратно потеряли 5 танков «Леопард-2» (2 2А4 и 3 2А6) и повреждёнными ― ещё 10 (4 2А4 и 6 2А6). Все повреждённые танки были доставлены на ремонт на завод PGZ в Гливице. При этом в 4 из 5 случаев у уничтоженных танков были открыты люки башни и корпуса, что свидетельствует о том, что экипаж успел покинуть танк до его уничтожения.
В конце августа 2023 года приводились данные, что «по последним оценкам американских чиновников, потери украинской стороны на войне существенно возросли», что, как утверждалось, «можно отчасти объяснить контрнаступлением, которое украинская армия ведёт на юге».
5 сентября 2023 года британские СМИ подтвердили уничтожение накануне первого из 14 британских танков Challenger 2, переданных 82-й украинской десантно-штурмовой бригаде, участвующей в контрнаступлении на участке в районе Работина Запорожской области.

## Итоги
Контрнаступление оказалось неудачным и не достигло намеченных целей. Ожидаемых глубоких прорывов обороны российских войск с выходом ВСУ к побережью Азовского моря не произошло, украинские войска за несколько месяцев смогли продвинуться лишь на 17 километров. Были освобождены несколько населённых пунктов (Лобковое, Левадное, Работино, Пятихатки, Благодатное, Сторожевое, Макаровка, Нескучное, Урожайное, Старомайорское, Клещиевка, Андреевка), но значительных территориальных приобретений достичь не удалось. При этом украинские войска понесли тяжёлые потери, вплоть до того, что некоторые бригады, по оценкам Конрада Музыки, придётся восстанавливать с нуля.
Контрнаступление закончилось неудачей из-за комплекса ошибок, допущенных как Украиной, так и поддерживающими её западными странами. С мая 2022 года Россия начала переход к военное экономике, а осенью 2022 года провела мобилизацию, при этом международные партнёры Украины не предприняли достаточных усилий для развития собственных мощностей в военной промышленности. В результате их ресурсы оказались ограниченными и они не смогли передать Украине достаточного количества военной техники, необходимого для реализации принятой концепции контрнаступления. Кроме того, на принятие решения о поставке техники было потрачено четыре месяца, в результате она поступила украинским военным с большой задержкой и они не имели достаточного времени для её освоения.
Украина приняла ошибочное решение использовать для удержания линии фронта опытные части, сделав основной ударной силой свежесформированные, не имеющие боевого опыта бригады. Это, в совокупности с недостаточной подготовкой новых бригад, привело к тактическим ошибкам в ходе контрнаступления. Другой ошибкой стало решение атаковать сразу на нескольких направлениях, что привело к нехватке средств на направлении основного удара.
Наиболее серьёзная ошибка Украины заключалась в предположении, что имеющихся сил будет достаточно для нанесения поражения российским войскам. Необоснованно ожидалось, что российские войска после первых ударов утратят боевой дух и не окажут достаточного сопротивления, что позволит украинским войскам быстро продвигаться вперед. В реальности эти ожидания не оправдались — первоначальные атаки провалились, темп наступления был потерян, и российское военное командование смогло перебросить к месту главного удара резервы.
Ещё одним фактором, повлиявшим на итог контрнаступления, стала утрата внезапности, поскольку Россия знала, где и примерно когда будет нанесён удар. Кроме того, эффективно используя средства радиоэлектронной борьбы, российские войска смогли противодействовать высокоточному вооружению, переданному союзниками Украине (ракетам GLMRS и снарядам Excalibur) .

## Оценки
Старший научный сотрудник по вопросам ведения войны Королевского объединённого института оборонных исследований Джек Уотлинг считает, что принятие западными странами решения о поставках своей бронетехники в январе 2023 года и лишь частичное выполнение плана несмотря на то, что о необходимости таких поставок было известно с сентября 2022 года, дало России время на подготовку обороны, что значительно усложнило ситуацию на фронте для Украины. По мнению Уотлинга, из-за отсутствия существенных успехов во время летней кампании украинской армии нужно готовиться к сложной зиме. По мнению отставного генерал-майора австралийской армии Мика Райана, страны, поддерживающие Украину, ошибочно не придали должного внимания созданным Россией минным полям, из-за чего к моменту начала контрнаступления Украина недополучила оборудование, необходимое для прорыва минных заграждений.
Военный аналитик и историк Михаил Жирохов заявил, что подготовка контрнаступления затянулась из-за завышенных ожиданий общественности, вынудивших военное руководство Украины изменить планы операции, и ракетных ударов России, которыми, по мнению Жирохова, достаточно эффективно уничтожались склады боеприпасов. Эксперты британского Королевского объединённого института оборонных исследований в своём обзоре указали на ошибки, приведшие к неудаче украинского контрнаступления. Это использование в наступлении недостаточно обученных войск, в то время как опытные удерживали линию фронта; распределение сил по нескольким направлениям; надежда на неожиданность, которая помогла в ходе контрнаступления в Харьковской области.
По мнению эксперта Русской службы Би-би-си и российского военного обозревателя Павла Аксёнова, российская авиация стала использоваться решительнее на ближней дистанции в сравнении с тем, как до этого ударные вертолёты из-за опасений попасть в зону действия украинской ПВО использовались на большой дистанции.
По мнению военных экспертов, сеть российских фортификационных сооружений хоть и имеет слабые места, но она замедляет продвижение ВСУ и заставляет украинские силы атаковать на узких участках, что позволяет ВС РФ перегруппировываться и более точно наводить орудия.
По мнению изданий The New York Times и The Washington Post, наступление ВСУ осложняет ряд факторов. В первую очередь, это плотное минирование территорий перед главными опорными пунктам российских военных при недостатке у украинских войск средств для разминирования, при этом российские войска дистанционно минируют уже очищенные проходы. Ровное открытое поле боя лишает атакующие подразделения укрытий в условиях массового применения ВС РФ беспилотников всех типов, включая барражирующие боеприпасы, а также эффективного использования российскими войсками артиллерии, ударных вертолётов Ка-52 и противотанковых комплексов; согласно заявлениям украинских военнослужащих, украинские войска не могут сбивать ударные вертолёты России, поскольку они наносят удары с использованием противотанковых ракет с малой высоты и с расстояния до 8 километров. При этом российские военные занимают протяжённые линии траншей, а мобилизация, проведённая Кремлём, насытила фронт свежими силами. По мнению старшего научного сотрудника Института исследований внешней политики Роба Ли от 25 июля 2023 года, основным фактором сдерживания украинских войск стали не мины, а российские вертолёты и артиллерия.
Аналитик ISW Катерина Степаненко считает, что перечисленные выше факторы вынудили Киев перейти к тактике наступления группами по 15—50 человек. Аналитик Исследовательского института внешней политики Роб Ли сообщил, что подобный подход минимизирует потери, но вместе с тем и замедляет продвижение.
По мнению Франца-Стефана Гади, старшего научного сотрудника Института международных стратегических исследований и Центра новой американской безопасности, побывавшего в зоне боевых действий, основной причиной медленного прогресса контрнаступления является неспособность украинских военных проводить сложные широкомасштабные наступательные операции. Действия украинских войск недостаточно скоординированы и синхронизированы, при этом российские войска хорошо защищают свои позиции, демонстрируя достаточную гибкость на тактическом уровне. Также он отмечает, что попытки объяснить проблемы контрнаступления только недостаточными поставками средств для разминирования не отражают реальность и не разделяются украинскими военными, непосредственно участвующими в боях — в частности, некоторые украинские атаки были остановлены ударами противотанковых ракет ещё до подхода к минным полям. Гади отмечает хороший уровень подготовки и высокий боевой дух украинских офицеров и сержантов, при этом из-за призыва пожилых и менее трудоспособных мужчин возникают некоторые проблемы с качеством вооружённых сил в целом (эта же проблема отмечается в публикации The New York Times).
Роб Ли, старший научный сотрудник Института исследований внешней политики, 25 июля 2023 года констатировал, что контрнаступление продолжается и у ВСУ есть достаточные резервы, однако первая фаза контрнаступления не увенчалась успехом по ряду причин. В качестве одной из них Ли назвал лишь частично оправдавшую себя стратегию разделения украинских войск на две части. Первая часть, состоящая из наиболее опытных бойцов, успешно сдерживала наступление ВС РФ, но была лишена отдыха и перевооружения. Вторая, состоящая из свежесформированных бригад — готовилась к контрнаступлению, но в итоге эффективность этих бригад не оправдала ожиданий. Во время контрнаступления были допущены ошибки в разведке, координации и целеуказании, которые более опытные военные, по мнению Ли, не допустили бы. В первые дни контрнаступления часть штурмовых отрядов ВСУ была дезориентирована, особенно в ночное время, и двигалась в неправильном направлении. Были отмечены случаи, когда отряды ВСУ выходили на минные поля. В одном эпизоде наступление было начато на рассвете, а не ночью, что не дало использовать преимущество в установленных на новой технике приборах ночного видения, которые практически отсутствуют у ВС РФ. Артподготовка была проведена за несколько часов до начала наступления, что не позволило подавить российскую пехоту и установки ПТУР.
По мнению украинского военного обозревателя Кирилла Данильченко, можно выделить несколько уроков контрнаступления ВСУ. Это неизменность войны, несмотря на дроны; возвращение международных военных союзов в политику; необходимость сильных наземных сил; необходимость тактической ПВО для закрытия неба и эффективность минных полей.
По мнению старшего научного сотрудника фонда Defense Priorities Foundation Дэниэла Дэвиса, по состоянию на 27 августа 2023 года украинское контрнаступление провалилось, и никакие ухищрения не смогут изменить этого результата. За более чем за два месяца боёв ВСУ потеряли десятки тысяч человек, чтобы преодолеть несколько километров, и не имеют достаточных ресурсов для продолжения наступления. Причиной неудачи стали отсутствие превосходства в воздухе, нехватка средств ПВО, артиллерии, боеприпасов, средств разминирования и РЭБ при недостаточном уровне подготовки задействованных в контрнаступлении сил, вынужденных наступать на состоящую из нескольких полос систему российских оборонительных сооружений.
По данным Белферовского центра Гарвардской школы Кеннеди, в период с 19 августа по 19 сентября Украина отвоевала у российских войск 16 квадратных миль территории, Россия у Украины — 35. Издание The Economist отметило, что несмотря на все усилия, ВСУ удалось отбить менее 0,25 % территорий, которые в июне находились под контролем России, при этом линия фронта длиной в 1000 километров практически не сместилась.
Издание Business Insider считает, что одной из причин медлительности контрнаступления Украины стали просчёты в западной подготовке украинских солдат: западные страны в своей системе обучения опирались на опыт двадцатилетней борьбы против плохо вооружённых повстанцев, что привело к утрате навыков, необходимых для крупномасштабной механизированной войны.
Эксперты The New York Times отмечают, что российские войска вместо того, чтобы любой ценой удерживать позиции, применяют тактику «эластичной обороны». ВС РФ сначала отходят, а затем наносят по позициям ответные удары. Цель заключается в том, чтобы не дать украинским войскам удержать позиции, которые могут быть использованы как плацдарм для предстоящих атак.
По мнению западных экспертов (Майкл Кофман, Роб Ли, Франц-Стефан Гади, Конрад Музыка), начавшееся летом 2023 года контрнаступление в основном закончено, а боевые действия стали носить позиционный характер.

### Прогнозы
17 августа The Washington Post со ссылкой на анонимные источники сообщила, что, согласно предположениям разведывательного сообщества США, в связи с эффективностью оборонительных сооружений России на оккупированных территориях Украина во время контрнаступления не сможет достичь Мелитополя и не перережет сухопутное сообщение России с Крымом. Официальные лица США считали, что силы ВСУ остановятся в нескольких километрах от Мелитополя.
New York Times сообщила, что по прогнозам официальных лиц США, до наступления зимы, когда погодные условия могут привести к паузе в боевых действиях, ВСУ смогут преодолеть половину расстояния до Азовского моря. Некоторые аналитики полагали, что украинские войска не достигнут этой ограниченной цели. Если ВСУ не смогут дойти до моря, но при этом остановятся на расстоянии, позволяющем украинской артиллерии или другому вооружению обстреливать проходящую вдоль моря дорогу, это может создать проблемы для снабжения войск РФ.
20 августа Financial Times сообщила, что некоторые официальные лица США заявляют, что контрнаступление будет выглядеть как война на истощение, которая продлится до 2024 года.
По мнению ISW от 28 августа, украинское контрнаступление снижает способность России вести собственные наступательные операции в будущем, так как для поддержания обороны российская армия использует воздушно-десантные войска, ранее использовавшиеся в штурмах.
29 августа военный обозреватель Русской службы BBC Илья Абишев высказал мнение, что конфигурация наступающих украинских войск, заключающаяся в использовании пехоты и артиллерии вместо широкого применения тяжёлой бронетехники, не будет серьёзно подвержена негативному влиянию осенней распутицы на проходимость местности, из-за чего временной промежуток, в котором Украина способна вести наступательные операции, не зависит от погоды.
7 сентября издание The Independent опубликовало мнение консультанта аналитического центра «Chatham House» Кейра Джайлса, согласно которому наличие прогресса украинской армии не означает неминуемости краха российской обороны, так как отсутствуют признаки «краха экономики или общества России».
1 ноября главнокомандующий ВСУ Валерий Залужный заявил, что ситуация на фронте зашла в тупик, глубоких прорывов скорее всего не будет, а конфликт переходит в стадию позиционной войны, невыгодной для Украины.

## Реакция
22 июня 2023 года источники CNN среди официальных лиц США сообщили, что контрнаступление Украины ни на одном фронте не оправдывает ожиданий, а российская сторона, вопреки западным оценкам, демонстрирует большую компетентность в вопросах обороны. Прорывы ВСУ затруднены хорошо укреплёнными оборонительными линиями россиян, успешным поражением бронетехники Украины ВВС РФ и ракетными ударами. При этом США и их союзники сохраняют оптимизм в том, что Украина сможет отвоевать территорию.
18 августа The Washington Post сообщила, что, по мнению некоторых чиновников в администрации президента США Джо Байдена, чрезмерная активность ВСУ на востоке страны по обороне Бахмута, где были потеряны огромные ресурсы, включая солдат и время, а затем — по захвату незначительных территорий вокруг этого города, могли подорвать эффективность контрнаступления Киева на юге.